# Valter Kauders
Valter Kauders (8. dubna 1918 Praha – 10. ledna 1945 Stob ant´Sluichd) byl český Žid a palubní radiotelegrafista 311. československé bombardovací perutě.

## Život

### Před druhou světovou válkou
Valter Kauders se narodil 8. dubna 1918 v Praze v židovské rodině. Odmaturoval na elektro průmyslové škole, poté absolvoval čtyři semestry na právnické fakultě.

### Druhá světová válka
Po Německá okupace Čech, Moravy a Slezska opustil Valter Kauders 2. srpna 1939 Protektorát Čechy a Morava a odešel do Francie. Zde byl 20. října téhož roku prezentován v Agde u zde vznikající československé zahraniční jednotky, kde též absolvoval poddůstojnickou školu. Po pádu Francie v černu 1940 se evakuoval do Spojeného království. Zde 21. září téhož roku vstoupil do Royal Air Force. Po patřičném výcviku byl 28. února 1941 zařazen k 312. československé stíhací peruti jako příslušník pozemního personálu. Na této pozici sloužil do 5. září 1941, poté byl do 18. října téhož roku zařazen u československého depotu. K tomuto datu nastoupil k výcviku na palubního radiotelegrafistu, po jeho dokončení 22. června 1942 zařazen do operační služby u 311. československé bombardovací peruti. V jejích řadách se účastnil protiponorkových hlídkových letů nad oceánem. Dne 10. ledna 1945 cestoval ve stroji Airspeed Oxford Mk.I PH404 pilotovaném Karlem Kvapilem ze skotského Tainu do Londýna. Stroj se zřítil v prostoru hory Stob ant´Sluichd v pohoří Grampiany. Z důvodu mylného předpokladu, že se stroj zřítil do moře, byl vrak a těla obětí nalezena až po sedmi měsících náhodnými turisty. Pohřben byl 3. září 1945 v československém oddělení hřbitova v Brookwoodu. Dosáhl hodnosti štábního podporučíka.

## Ocenění

### Vyznamenání
- Československá medaile Za chrabrost před nepřítelem
- 2x Československý válečný kříž 1939
- Pamětní medaile československé armády v zahraničí

### Posmrtná ocenění
- Valter Kauders byl v roce 1991 in memoriam povýšen do hodnosti podplukovníka